# Muse
Muse (transkr. Mjuz) je Britanski rok-bend koji je formiran u Tinmutu, Devon 1994. godine. Članovi benda su Metju Belami (glavni vokal, gitarista, klavijaturista), Kris Volstenholm (basista i pozadinski vokal) i Dominik Hauard (bubnjevi). Muse se svrstava u grupu alternativnog roka, sa mešavinom klasične muzike, elektronske muzike, kao i hevi metala. Muse je poznat po energičnim živim nastupima i frontmenom Metom Belamijem i njegovim interesovanjem za globalnim zaverama, teologijom i apokalipsom. Do sada Muse je izdao sedam studijskih albuma. Prvi album je izdat 1999. sa nazivom Showbiz, koji ispolljava agresivni i melanholični alternativni rok stil. Drugi album su izdali 2001. pod nazivom Origin of Symmetry, u kome su proširili svoj zvuk, u kombinaciji sa falsetima frontmena, težim rifovima, širom instrumentacijom i romantičnim klasičnim uticajima. Njihov treći album Absolution (2003), je nastavio sa klasičnim uticajima uključujući orkestre na numerama kao što je "Butterflies And Hurricanes", i doveo američki uspeh uključujući i hitove kao što su "Hysteria" i "Time Is Running Out". Njihov četvrti album je izdat 2006. pod nazivom Black Holes and Revelations, koji sadrži pop i elektronske elemente pod uticajima grupa 80-ih poput Depeche Mode. Black Holes and Revelations je po muzičkim kritičarima i najbolji, pa je bendu i dodelio nominaciju za Mercury nagradu, a i treće mesto na NME Albums of the year za 2006.godinu.  The Resistance (2009) i The 2nd Law (2012) istražuju lirske teme potčinjenosti vlade i pobune i oni cementiraju Muse kao jedan od najvećih svetskih stadionskih aktova. Njihov sedmi album iz 2015. godine, Drones, je konceptualni album o borbi bespilotnih letelica i vraća se u formi hard-roka.
Osmi album "Simulation Theory" izlazi 2018., a za sada poslednji, deveti, avgusta 2022. pod nazivom "Will of the People". Inspirisan je temama poput: virusa COVID 19, požari u Los Anđelesu, rasne diskriminacije u SAD.

## Karijera

### Formiranje benda (1992—1997)
Muse je nastao 1994. godine. Ipak, članovi benda su svirali u posebnim bend postavama dok su studirali na Teignmouth Community Coollege od 1990. Stvaranje benda Muse je počelo kada je Matthew Bellamy sa svojih 14 godina uspešno ušao u postavku benda Altostrata, čiji je osnivač Hauard (koji je sada sa Belamijem i Volstenholmom član benda Muse), kao gitarista. Svog prijatelja Volstenholma zamolio je da nauči da svira bas gitaru za bend, i da se pridruži bendu. Godine 1994. pod nazivom Rocket Baby Dolls i sa gotik nastupom, grupa je pobedila na lokalnom Ratu bendova, postajući poznatiji. „Njihova namera na ovom takmičenju je bila da naprave protest, ali nakon pobede su bili vrlo iznenađeni, i shvatili sebe ozbiljno“ rekao je Belami. Ubrzo nakon takmičenja, napustili su svoje školovanje i poslove, promenili ime benda u Muse i odselili se iz Tinmut.

## Diskografija
- Showbiz (1999)
- Origin of Symmetry (2001)
- Absolution (2003)
- Black Holes and Revelations (2006)
- The Resistance (2009)
- The 2nd Law (2012)
- Drones (2015)
- Simulation Theory (2018)
- Will of the People (2022)

## Spoljašnje veze
- Zvanični veb-sajt
- Muse na sajtu  (језик: енглески)